# Quinto Pedio Publicola
Quinto Pedio Publicola (fl. I secolo a.C.) è stato un politico romano, proveniente da una famiglia senatoria e operante nella seconda metà del I secolo a.C..

## Biografia
Publicola era figlio del console Quinto Pedio e di sua moglie Valeria, figlia di Marco Valerio Messalla Rufo e sorella di Marco Valerio Messalla Corvino.
Il padre Quinto Pedio era pronipote di Gaio Giulio Cesare il dittatore e cugino di Gaio Giulio Cesare Ottaviano Augusto.
Il cognomen Publicola significa "amico del popolo". Sua madre glielo diede in onore di Lucio Gellio Publicola e anche perché il cognomen Publicola era ampiamente utilizzato nella gens Valeria. Valeria ebbe diversi antenati con questo soprannome.
Poco si sa della vita di Publicola. Prestò servizio come questore nel 41 a. C. e fu senatore.
È ricordato come un grande oratore. Il grande poeta e scrittore satirico, Orazio elogia la capacità oratoria di Publicola e lo cita nei suoi scritti (Serm. I.10.28) insieme a suo zio materno Valerio Messalla Corvino.
L'identità della moglie di Publicola non è nota, ma si sa che dal matrimonio nacque Quinto Pedio, famoso pittore sordo che apprese l'arte grazie al sostegno di Messalla Corvino.